# Súper 8 2018 (rugby)
El Súper 8 de 2018 fue la primera edición del torneo de rugby de segunda división de Chile.
El campeón del torneo fue el equipo de Old Reds.

## Sistema de disputa
Puntuación
Para ordenar a los equipos en la tabla de posiciones se los puntuará según los resultados obtenidos.
- 4 puntos por victoria.
- 2 puntos por empate.
- 0 puntos por derrota.
- 1 punto bonus por ganar haciendo 3 o más tries que el rival.
- 1 punto bonus por perder por siete o menos puntos de diferencia.

## Fase Regular
| Pos. | Equipo                | Encuentros | Encuentros | Encuentros | Encuentros | Tantos | Tantos | Tantos | PB | PB | Puntos |
| Pos. | Equipo                | PJ         | PG         | PE         | PP         | F      | C      | Dif    | BO | BD | Puntos |
| ---- | --------------------- | ---------- | ---------- | ---------- | ---------- | ------ | ------ | ------ | -- | -- | ------ |
| 1.º  | Sporting Rugby Club   | 7          | 7          | 0          | 0          | 296    | 91     | +205   | 7  | 0  | 35     |
| 2.º  | Old Georgians         | 7          | 6          | 0          | 1          | 249    | 105    | +144   | 5  | 1  | 30     |
| 3.º  | Old Reds              | 7          | 4          | 0          | 3          | 199    | 193    | +6     | 3  | 1  | 20     |
| 4.º  | Alumni SC             | 7          | 2          | 0          | 5          | 209    | 178    | +31    | 5  | 3  | 15     |
| 5.º  | Rucamanque Rugby Club | 7          | 3          | 0          | 4          | 183    | 172    | +11    | 3  | 0  | 15     |
| 6.º  | Old Locks             | 7          | 3          | 0          | 4          | 201    | 202    | -1     | 3  | 0  | 15     |
| 7.º  | Viña RC               | 7          | 3          | 0          | 4          | 172    | 208    | -36    | 2  | 0  | 14     |
| 8.º  | Old Newlanders        | 7          | 0          | 0          | 7          | 87     | 447    | -360   | 1  | 0  | 1      |

|  | Avanzan a la Zona Campeonato. |
|  | Avanzan a la Zona Repechaje.  |

## Zona Campeonato
| Pos. | Equipo                | Encuentros | Encuentros | Encuentros | Encuentros | Tantos | Tantos | Tantos | PB | PB | Puntos |
| Pos. | Equipo                | PJ         | PG         | PE         | PP         | F      | C      | Dif    | BO | BD | Puntos |
| ---- | --------------------- | ---------- | ---------- | ---------- | ---------- | ------ | ------ | ------ | -- | -- | ------ |
| 1.º  | Sporting Rugby Club   | 5          | 4          | 0          | 1          | 237    | 81     | +156   | 4  | 0  | 55     |
| 2.º  | Old Georgians         | 5          | 4          | 0          | 1          | 153    | 74     | +79    | 3  | 1  | 50     |
| 3.º  | Old Reds              | 5          | 3          | 0          | 2          | 140    | 113    | +27    | 3  | 0  | 35     |
| 4.º  | Rucamanque Rugby Club | 5          | 3          | 0          | 2          | 97     | 132    | -35    | 2  | 0  | 29     |
| 5.º  | Alumni SC             | 5          | 1          | 0          | 4          | 100    | 154    | -54    | 1  | 1  | 21     |
| 6.º  | Old Locks             | 5          | 0          | 0          | 5          | 56     | 229    | -173   | 0  | 1  | 16     |

|  | Semifinalistas. |

### Semifinales
| 7 de octubre | Sporting Valparaíso | 28 - 22 | Rucamanque Rugby Club |  |  |

| 13 de octubre | Rucamanque Rugby Club | 15 - 38 | Sporting Valparaíso |  |  |

| 6 de octubre | Old Georgians | 17 - 36 | Old Reds |  |  |

| 13 de octubre | Old Reds | 19 - 19 | Old Georgians |  |  |

### Final
| 20 de octubre | Sporting Rugby Club | 19 - 39 | Old Reds |  |  |

| Bandera de Chile |
| Campeón Old Reds |

## Zona Repechaje
| Pos. | Equipo              | Encuentros | Encuentros | Encuentros | Encuentros | Tantos | Tantos | Tantos | PB | PB | Puntos |
| Pos. | Equipo              | PJ         | PG         | PE         | PP         | F      | C      | Dif    | BO | BD | Puntos |
| ---- | ------------------- | ---------- | ---------- | ---------- | ---------- | ------ | ------ | ------ | -- | -- | ------ |
| 1.º  | Viña RC             | 10         | 7          | 0          | 3          | 473    | 273    | +200   | 8  | 1  | 37     |
| 2.º  | Old Newlanders      | 10         | 6          | 0          | 4          | 296    | 212    | +84    | 7  | 2  | 33     |
| 3.º  | Trapiales           | 10         | 5          | 0          | 5          | 241    | 363    | -122   | 6  | 1  | 27     |
| 4.º  | Seminario La Serena | 10         | 4          | 0          | 6          | 244    | 251    | -7     | 4  | 3  | 23     |
| 5.º  | Lagartos            | 10         | 4          | 0          | 6          | 263    | 311    | -48    | 4  | 3  | 23     |
| 6.º  | DOBS                | 10         | 4          | 0          | 6          | 246    | 353    | -107   | 4  | 3  | 23     |

|  | Descendidos. |